# Чорна котяча акула малоока
Чорна котяча акула малоока (Apristurus microps) — акула з роду Чорна котяча акула родини Котячі акули.

## Опис
Загальна довжина досягає 61 см. Голова помірно довга. Очі дуже маленькі (менше 3% довжини тіла усієї акули), з мигальною перетинкою. Звідси походить назва цієї акули. За ними розташовані невеличкі бризкальця. Ніс товстий з носовими клапанами. Ніздрі доволі широкі, у 1,2 рази відстані між ніздрями. Міжніздревий простір дуже вузький. Рот великий, довгий, дугоподібний. У кутах рота є виражені губні борозни. Зуби дрібні, з довгою центральною верхівкою та невеличкими 2-4 боковими верхівками. У неї 5 пар зябрових щілин. Тулуб відносно товстий, звужується до голови. Луска розташована близько одна до одної, шкіра на дотик м'яка. Грудні плавці короткі. має 2 спинних плаці, які розташовані ближче до хвоста. Відстань між ними ними невеличка. Задній спинний плавець більше за передній. Черевні плавці великі. Анальний плавець високий й округлий. Хвостовий плавець довгий і вузький. Верхня лопать добре розвинена на відміну від нижньої.
Забарвлення коливається від темно- або сіро-коричневого до пурпурово-чорного кольору.

## Спосіб життя
Тримається на глибинах від 700 до 2000 м. Доволі млява й повільна акула. Полює на здобич біля дна, є бентофагом. Живиться дрібними ракоподібними, кальмарами та костистими рибами.
Статева зрілість настає при розмірі 50 см. Це яйцекладна акула. Самиця відкладає 1-2 яйця з твердою оболонкою і вусиками, за допомогою яких чіпляється за водорості або ґрунт.
Не є об'єктом промислового вилову.

## Розповсюдження
Мешкає біля узбережжя ПАР (від річки Оранжевої до мису Голкового), від Великої Британії та Ісландії, а також о. Ньюфаундленд (Канада).